# Wayne Pedzwater
Wayne Pedzwater (2 settembre 1956 – New York, 17 marzo 2005) è stato un bassista statunitense.

## Biografia
Nato col nome di Wayne Pedziwiatr, cognome che cambierà negli anni 80 a causa dell'impronunciabile cacofonia, svolge i suoi studi musicali presso l'università di Berklee. Notato da Buddy Rich, entra a far parte della sua orchestra, con la quale si esibisce in tutto il mondo. Nel 1980 si sposta a New York, dove comincia la sua fortuna e accresce la sua fama, non solo nel jazz e nelle big band, ma anche come solista e turnista con i maggiori esponenti del pop elettrico, divenendo uno dei musicisti di riferimento nel suo strumento. L'importanza  del panorama musicale newyorkese gli permette di affiancare alla attività live una affermata carriera come esecutore in molti dei dischi di maggior successo degli anni 80 e 90.
Considerato tra i grandi dello strumento, ha collaborato con molti artisti di rilievo, come Buddy Rich, John Lennon, Michael Jackson, Jewel, The Honeydrippers, Simon and Garfunkel, Carly Simon, Bette Midler, Carole King, Thom Rotella e Yōko Ono.
Pedzwater è noto anche per essere stato membro dei Blood, Sweat & Tears. La sua particolarità, per la quale era molto apprezzato, era quella di spaziare in diversi generi musicali ed avere un ottimo senso del groove e del ritmo.
Il 17 marzo 2005, è morto nel sonno, durante le prime ore del mattino dopo una lunga malattia.

## Discografia parziale
- 1983 - Lifetime Guarantee con Michael Jackson
- 1989 - City Streets con Carole King
- 1992 - By Design con Billy Cobham
- 1993 - Entering Marion con John Forster
- 1993 - Animal Tales con Bill Shontz
- 1994 - I Am the Cute One con Mary-Kate and Ashley Olsen
- 1994 - Zag Zig con Tom Chapin
- 1995 - History - Past, Present And Future - Book I con Michael Jackson
- 1996 - Around the World & Back Again con Tom Chapin
- 1996 - Medicine 4 My Pain con Lynden David Hall
- 1997 - Imago con Lorenza Ponce
- 1997 - Helium con John Forster
- 1997 - Blood on the Dance Floor: HIStory in the Mix con Michael Jackson
- 1998 - In My Hometown con Tom Chapin
- 1998 - I'm an Animal: Songs of Earth as Animals See It con Sarah Weeks
- 1998 - And Then Some con Dan Wilensky
- 1999 - Joy: A Holiday Collection con Jewel
- 2000 - This Pretty Planet con Tom Chapin
- 2000 - Grail: The Rock Musical of the Future con Bob Christianson
- 2000 - Live In Rome con Billy Cobham
- 2000 - Car Tunes Sugar Beats
- 2001 - Great Big Fun for the Very Little One con Tom Chapin
- 2001 - Final Fantasy: The Spirits Within [Original Motion Picture Soundtrack] con Elliot Goldenthal
- 2003 - Making Good Noise con Tom Chapin
- 2003 - Different Road con Rhonda Stisi
- 2003 - A Woman's Love con Vaneese Thomas
- 2004 - Greatest Dance Hits Sugar Beats
- 2005 - Mile 23 con Dana Edelman
- 2006 - Blood on the Dance Floor/Invincible con Michael Jackson
- 2008 - King of Pop con Michael Jackson
- 2012 - The Dream 1973-2011 con Michael Franks

### Video
- Amazing Bass solo (BS&T) Wayne PedzWater
- Buddy Rich with Boston Pops 1981 (Rich playing solo with bass player Wayne Pedzwater)